# A Thunderman család: Beépített küldetés
A Thunderman család: Beépített küldetés (eredeti cím: The Thundermans: Undercover) 2025-ben indult amerikai vígjátéksorozat, amelyet Jed Spingarn, Sean W. Cunningham és Marc Dworkin alkottak. A sorozat A Thunderman család című sorozat és A Thunderman család visszatér című film folytatása. A főbb szerepekben Kira Kosarin, Jack Griffo, Maya Le Clark, Nathan Broxton és Kinley Cunningham látható.
A sorozatot Amerikában a Nickelodeon mutatta be egy kis bepillantással az NFL Wild Card játék hálózati alternatív adása után. Később hivatalosan is bemutatták 2025. január 22.-én. Magyarországon a Nickelodeon 2025. április 7-én, míg a TeenNick pedig 2025. június 2-án tűzte műsorra.

## Cselekmény
A Thunderman család visszatér eseményeit követően az új sorozat, Phoebe és Max életét követi nyomon, akiket titkos küldetésre küldenek Secret Shores városába, hogy elhárítsanak ott egy újabb fenyegetést. A duónak magával kell vinnie Chloét, hogy kiképezzék szuperhősé. Ez az új fenyegetés hamarosan magával hozza a titokzatos gazembert, Agykoponyát, aki a gonosz liga új inkarnációjának létrehozását tervezi azáltal, hogy minden gonosztevőt Secret Shores-ba hív.

## Szereplők

### Főszereplők
| Szereplő          | Színész           | Magyar hang    |
| ----------------- | ----------------- | -------------- |
| Phoebe Thunderman | Kira Kosarin      | Laudon Andrea  |
| Max Thunderman    | Jack Griffo       | Czető Ádám     |
| Chloe Thunderman  | Maya Le Clark     | Schmidt Regina |
| Jinx              | Nathan Broxton    | Szily András   |
| Kombucha          | Kinley Cunningham | Tóth Rozina    |

### Mellékszereplők
| Szereplő    | Színész            | Magyar hang           |
| ----------- | ------------------ | --------------------- |
| Thunderford | Daran Norris       | Gubányi György István |
| Dr. Colosso | Dana Snyder (hang) | Kassai Károly         |
| Wayland     | Michael Delleva    | Szokol Péter          |

### További szereplők
| Szereplő                       | Színész                                | Magyar hang            |
| ------------------------------ | -------------------------------------- | ---------------------- |
| Hank Thunderman                | Chris Tallman                          | Holl Nándor            |
| Barb Thunderman                | Rosa Blasi                             | Pap Katalin            |
| Billy Thunderman               | Diego Velázquez                        | Boldog Gábor           |
| Megátall                       | Ryan Ochoa                             | Juhai Bence            |
| Agykoponya                     | Nikolai Witschl Darin De Paul (hangja) | Harmath Barnabás       |
| Evelyn Kickbutt szuper elnöknő | Daniele Gaither                        | Lipcsey-Colini Borbála |
| Mrs. Wong                      | Helen Hong                             | Rajnai Viktória        |
| Taylor igazgató                | Jeff Meacham                           | Oláh Orsolya           |
| Adele                          | Katrina Reynolds                       |                        |
| Randy Dreamweaver              | Toby Berner                            | Kapácsy Miklós         |
| Agyfagyi                       | Tony Alcantar                          | Katona Zoltán          |
| Cherry Seinfield               | Audrey Whitby                          | Lamboni Anna           |
| Cirmoskarmos                   | Lilimar Hernandez                      | Györfi Laura           |
| Brenda                         | Jessica Marie Garcia                   | Fekete Linda           |
| Steve                          | Max Malas                              |                        |
| High Tide                      | Geno Segers                            |                        |
| Gideon                         | Kenny Ridwan                           |                        |
| Bradford igazgató              | Jeff Meacham                           | Horváth-Töreki Gergely |

### Magyar változat
- Főcím: Kisfalusi Lehel
- Magyar szöveg: Lai Gábor
- Szinkronrendező: Berzsenyi Márta

A szinkront a Laborfilm Szinkrontúdió készítette.

## Évados áttekintés
| Évad | Évad | Epizódok | Eredeti sugárzás | Eredeti sugárzás  | Eredeti adó          | Magyar sugárzás  | Magyar sugárzás      | Magyar adó | Magyar sugárzás | Magyar sugárzás | Magyar adó | Magyar sugárzás  | Magyar sugárzás | Magyar adó |
| Évad | Évad | Epizódok | Évadpremier      | Évadfinálé        | Eredeti adó          | Évadpremier      | Évadfinálé           | Magyar adó | Évadpremier     | Évadfinálé      | Magyar adó | Évadpremier      | Évadfinálé      | Magyar adó |
| ---- | ---- | -------- | ---------------- | ----------------- | -------------------- | ---------------- | -------------------- | ---------- | --------------- | --------------- | ---------- | ---------------- | --------------- | ---------- |
|      | 1    | 13       | 2025. január 22. | 2025. április 16. |                      | 2025. április 7. | 2025. szeptember 17. |            | 2025. június 2. | TBA             |            | 2025. július 19. | TBA             |            |
|      | 2    | 13       | 2025. július 17. | TBA               | 2025. szeptember 18. | TBA              | TBA                  | TBA        | TBA             | TBA             |            |                  |                 |            |

## Epizódlista

### 1. évad (2025)
| #   | Eredeti cím             | Magyar cím            | Rendező                            | Író                                     | Eredeti premier   | Magyar premier       | Magyar premier  | Magyar premier       | Gyártási kód |                  |                                                  |                                                             |                  |                 |                  |     |
| --- | ----------------------- | --------------------- | ---------------------------------- | --------------------------------------- | ----------------- | -------------------- | --------------- | -------------------- | ------------ | ---------------- | ------------------------------------------------ | ----------------------------------------------------------- | ---------------- | --------------- | ---------------- | --- |
| #   | Eredeti cím             | Magyar cím            | Rendező                            | Író                                     | Eredeti premier   | 1.                   | Thundercover    | Vihargyors inkognitó | Gyártási kód | Trevor Kirschner | Jed Spingarn, Sean W. Cunningham és Marc Dworkin | 2025. január 11. (bepillantás) 2025. január 22. (hivatalos) | 2025. április 7. | 2025. június 2. | 2025. július 19. | 101 |
| 2.  | Faulty Powers           | Önálló erők           | Sean W. Cunningham és Marc Dworkin | 2025. április 8.                        | 2025. június 3.   | 104                  |                 |                      |              | Trevor Kirschner |                                                  | 2025. január 11. (bepillantás) 2025. január 22. (hivatalos) |                  |                 | 2025. július 19. |     |
| 3.  | Bummer School           | Suli-rumli            | Sean W. Cunningham és Marc Dworkin | 2025. január 29.                        | 2025. június 3.   | 2025. április 9.     | 103             |                      |              | Trevor Kirschner |                                                  |                                                             |                  |                 | 2025. július 19. |     |
| 4.  | The Parent Zap          | Pótszülői ramazuri    | Jed Spingarn                       | 2025. február 5.                        | 2025. április 10. | 2025. június 4.      | 102             |                      |              | Trevor Kirschner |                                                  |                                                             |                  |                 | 2025. július 19. |     |
| 5.  | Save the Date           | Randi vagy nem randi? | Jon Rosenbaum                      | Hannah Suria                            | 2025. február 12. | 2025. április 11.    | 2025. június 5. | 105                  |              |                  |                                                  |                                                             |                  |                 | 2025. július 19. |     |
| 6.  | Cherry Bad Things       | Cherry, a csacska     | Jon Rosenbaum                      | Nora Sullivan                           | 2025. február 26. | 2025. április 14.    | 2025. június 5. | 106                  |              |                  |                                                  |                                                             |                  |                 | 2025. július 19. |     |
| 7.  | Not So Fast and Furious | Hallatlan iram        | Wendy Faraone                      | Scott Taylor és Wesley Jermaine Johnson | 2025. március 5.  | 2025. április 15.    | 2025. június 4. | 107                  |              |                  |                                                  |                                                             |                  |                 | 2025. július 19. |     |
| 8.  | For Your Spies Only     | Kicsi kém a kicsikém  | Wendy Faraone                      | Angela Yarbrough                        | 2025. március 12. | 2025. április 16.    | 2025. június 6. | 108                  |              |                  |                                                  |                                                             |                  |                 | 2025. július 19. |     |
| 9.  | No Friend In Sight      | Barát csata           | Trevor Kirschner                   | Samantha Martin                         | 2025. március 19. | 2025. április 17.    | 2025. június 6. | 109                  |              |                  |                                                  |                                                             |                  |                 | 2025. július 19. |     |
| 10. | All About Steve         | Nekünk lőttek!        | Phill Lewis                        | Dan Serafin                             | 2025. március 26. | 2025. április 18.    | 2025. június 7. | 110                  |              |                  |                                                  |                                                             |                  |                 | 2025. július 19. |     |
| 11. | Tide and Prejudice      | Hullámverés           | Trevor Kirschner                   | Sean W. Cunningham és Marc Dworkin      | 2025. április 2.  | 2025. szeptember 15. | TBA             | TBA                  | 111          |                  |                                                  |                                                             |                  |                 |                  |     |
| 12. | Prank U Next            | Csínytevő akadémia    | Kira Kosarin                       | Chris Tallman                           | 2025. április 9.  | 2025. szeptember 16. | TBA             | TBA                  | 112          |                  |                                                  |                                                             |                  |                 |                  |     |
| 13. | From Dust Till Dawn     | Űrkő-kövön nem marad  | Phill Lewis                        | Dicky Murphy                            | 2025. április 16. | 2025. szeptember 17. | TBA             | TBA                  | 113          |                  |                                                  |                                                             |                  |                 |                  |     |

### 2. évad (2025–)
| #   | #  | Eredeti cím                     | Magyar cím                    | Rendező       | Író                                     | Eredeti premier  | Magyar premier       | Magyar premier | Magyar premier    | Gyártási kód |                    |                 |              |                  |                      |     |     |     |
| --- | -- | ------------------------------- | ----------------------------- | ------------- | --------------------------------------- | ---------------- | -------------------- | -------------- | ----------------- | ------------ | ------------------ | --------------- | ------------ | ---------------- | -------------------- | --- | --- | --- |
| #   | #  | Eredeti cím                     | Magyar cím                    | Rendező       | Író                                     | Eredeti premier  | 14.                  | 1.             | Summer of Secrets | Gyártási kód | Egy nyár rejtelmei | Victor Gonzalez | Hannah Suria | 2025. július 17. | 2025. szeptember 18. | TBA | TBA | 202 |
| 15. | 2. | I Know What You Did This Summer | Tudom, mit tettél idén nyáron | Nora Sullivan | 2025. szeptember 19.                    | TBA              | TBA                  | 203            |                   |              |                    | Victor Gonzalez |              | 2025. július 17. |                      |     |     |     |
| 16. | 3. | The Summer I Turned Giddy       | Lekicsinyelt társ             | Wendy Faraone | Wesley Jermaine Johnson és Scott Taylor | 2025. július 24. | 2025. szeptember 22. | TBA            | TBA               | 204          |                    |                 |              |                  |                      |     |     |     |
| 17. | 4. | A Midsummer Night's Scheme      | Nyári gonosztalanítás         | Wendy Faraone | Dan Serafin                             | 2025. július 24. | 2025. szeptember 23. | TBA            | TBA               | 205          |                    |                 |              |                  |                      |     |     |     |
| 18. | 5. | Cruel Summer                    | Gonosznak áll a nyár          | Wendy Faraone | Jed Spingarn                            | 2025. július 31. | 2025. szeptember 24. | TBA            | TBA               | 206          |                    |                 |              |                  |                      |     |     |     |
| 19. | 6. | Endless Summer                  | Mindörökké nyár               | Wendy Faraone | Sean W. Cunningham és Marc Dworkin      | 2025. július 31. | 2025. szeptember 25. | TBA            | TBA               | 207          |                    |                 |              |                  |                      |     |     |     |
| 20. | 7. | The Max of Life                 | TBA                           | TBA           | TBA                                     | TBA              | TBA                  | TBA            | TBA               | TBA          |                    |                 |              |                  |                      |     |     |     |
| 21. | 8. | Love Is in the Lair             | TBA                           | TBA           | TBA                                     | TBA              | TBA                  | TBA            | TBA               | TBA          |                    |                 |              |                  |                      |     |     |     |
| 22. | 9. | The Mastermind Unmasked         | TBA                           | TBA           | TBA                                     | TBA              | TBA                  | TBA            | TBA               | TBA          |                    |                 |              |                  |                      |     |     |     |

## A sorozat készítése
A Thunderman család visszatér sikerét követően 2024. május 16-án bejelentettek egy spinoff sorozatot. A gyártás 2024 augusztusában kezdődött Vancouverben tartományban. Az első évadot a Writers Guild of America nyilvántartása szerint 26 epizódra rendelték meg, és az évad utolsó epizódja 2025. január 10-én kapta meg a végleges kreditjeit.